# Rock Zulte
Rock Zulte was een muziekfestival dat van 2003 tot en met 2014 jaarlijks plaatsvond op de laatste zondag van juni in de Oost-Vlaamse gemeente Zulte. In 2015 vond het festival plaats op zaterdag 12 september. Op 29 november 2015 kondigde de organisatie aan dat het festival niet meer zou worden georganiseerd wegens het tegenvallende bezoekersaantal.

## Edities

### 2003
One Second Of Motion, Flame, Backslash, Little T & The Gang, Fist Of Fury, Matsuoka

### 2004
Goodest, The Wedgies, Fake That, De Nieweirds, Nightlife, Hedera Helix

### 2005
Practical Joke, Goodest, El Sticko & His Hustlers, The Amazing Bozo's, Fuentes, Amour Fou!

### 2006
Flex Squad, 24-Seven, Lexy Boy & Dark Shades, Howling' Roaddogs, Basics, Pickle Juice

### 2007
De Marcellekes, De Simcas, R.E.-Motion, The Hellhound Blues Trail Band, Mogul, De Nieweirds

### 2008
Under Authority Of, The Vault, Crust, 4AM Program, The Mere Exposure, Dead Souls

### 2009
Mental Genocide, Rollin' Dice, Maid Marion, The Programme, Gootch, FunQ, DJVC

### 2010
Sandfish, The Mind Ramblers, Goldfish On Fire, Little T & The Gang, Highway Jack, Maxi Cosy, Studio 45

### 2011
The Masquerade, Magnetism, Motörgasm, Scotch 'N' Soda, Cosmic Fools, Berlaen, Studio 45

### 2012
Arsenic, Creme Brulee, Z.A.T., Howlin' Bill, Dirty Scums, Aroma Di Amore, Re:Zults, Studio 45

### 2013
Check.Charlie, The Upcats, Lionheart's Orkestra, The Band Of Willies, Pure Kult, Z.A.T., Studio 45

### 2014
The Chaplins, Smoking General, The Reapermen, White Van Men, Mörehead, Radio Negra

### 2015
KarmaComa, EraserHead, The RG's, Lost Souls Carnival, Desert Drones, Brassaholic